# Ioannis Alevras
Ioannis Alevras (Grieks: Ιωάννης Αλευράς) (Messini, 1912 – Athene, 6 april 1995) was een Grieks PASOK-politicus. Hij was van 17 november 1981 tot mei 1985 Kamervoorzitter van het Griekse parlement. In deze functie was hij in maart 1985 interim-president van Griekenland.

## Syndicalist
In de periode voordat Ioannis Alevras politiek actief was, werkte hij bij de Bank van Griekenland. Hij was een belangrijke syndicalist en een sleutelfiguur in de oprichting van de OTOE (Federatie van organisaties van bankbedienden in Griekenland) in 1955. OTOE verenigde alle relevante vakbonden, gebaseerd op het principe van ambachtelijk syndicalisme. Alevras leidde de OTOE vele jaren.

## Parlementslid voor de Centrumunie
In 1963 werd Ioannis Alevras namens de Centrumunie (EK) verkozen in het Parlement van Griekenland. De partij behaalde 138 van de 300 zetels. Op 8 november 1963 werd de leider van de Centrumunie, Giorgos Papandreou, premier.
Omdat de regering van Papandreou geen meerderheid in het parlement had, schreef Papandreou in 1964 nieuwe Griekse verkiezingen uit. Bij die verkiezingen kon Alevras herkozen worden. De Centrumunie steeg van 138 tot 171 zetels in het parlement en had dus een absolute meerderheid.
In 1965 verdedigde Alevras het Centrumunie-parlementslid Andreas Papandreou, de zoon van Giorgos Papandreou, tijdens zijn proces vanwege het Aspidaschandaal. De Aspidagroep omvatte vooral linkse officieren van wie beweerd werd dat die de macht in het leger wilden overnemen van de rechtse officieren die nog hadden meegevochten in de Griekse Burgeroorlog van 1946-1949. In 1965 raakte dit schandaal bekend. Uiteindelijk werd Andreas Papandreou vrijgepleit van alle beschuldigingen.
Uiteindelijk kwam door het Aspidaschandaal de regering-Papandreou ten val. Desondanks bleef het parlement in functie tot aan de staatsgreep van 21 april 1967. Tijdens de Griekse militaire junta van 1967-1974 werd Alevras gevangengenomen wegens verzet tegen het regime.

## Medeoprichter van PASOK
Na de val van de junta in 1974 herbegon Alevras zijn politieke carrière. Hij werd lid van de PASOK, die geleid werd door Andreas Papandreou, en werd terug verkozen in het Parlement van Griekenland. In 1974 behoorde hij tot een van de twaalf verkozenen van de PASOK.
In 1977 werd hij herkozen. De PASOK haalde bij die verkiezingen een grote overwinning en behaalde 93 zetels. Desondanks bleef de PASOK in de oppositie. In 1981 werd PASOK uiteindelijk de grootste partij met 171 zetels in het parlement. Andreas Papandreou werd eerste minister en Ioannis Alevras parlementsvoorzitter.

## President
In 1985 werd Alevras interim-president van Griekenland na het aftreden van Konstandinos Karamanlis. Hij vervulde het mandaat van 10 tot en met 30 maart 1985. Hij werd opgevolgd door Christos Sartzetakis.

## Latere politieke carrière
In 1985 bleef de PASOK zijn parlementaire meerderheid in het parlement behouden. Papandreou bleef eerste minister en Alevras werd opnieuw parlementsvoorzitter. De regering kreeg echter te kampen met een financieel schandaal.
Bij de Griekse verkiezingen van juni 1989 leed PASOK een zware nederlaag. Het lukte echter niet om een regering te vormen en er werd een interim-regering onder leiding van eerst Tzannis Tzannetakis en later van Ioannis Grivas gevormd.
Er werden in november 1989 opnieuw verkiezingen georganiseerd. Ook deze keer kon er geen regering gevormd worden en er werd een tijdelijke regering van Nea Dimokratia, PASOK en Synapismos onder leiding van Xenofon Zolotas gevormd.
In 1990 kwamen er voor de derde keer in een jaar tijd verkiezingen. Nea Dimokratia haalde deze keer de meerderheid en er kwam een regering onder leiding van Konstandinos Mitsotakis.
In 1993 viel deze regering nadat er interne problemen waren binnen Nea Dimokratia. De partij verloor bij de verkiezingen van dat jaar haar meerderheid. PASOK had echter terug een meerderheid en Andreas Papandreou werd opnieuw eerste minister. Alevras zelf bleef parlementslid tot aan zijn overlijden in 1995.